# Högby, Uppsala-Näs socken
Högby, även Näs-Högby, är en by i Uppsala-Näs socken i Uppsala kommun, Uppland.
Byn består av enfamiljshus samt bondgårdar och är belägen cirka 8 kilometer sydväst om Uppsala centrum. Byn har landsvägsförbindelse bland annat via länsväg C 590 samt länsväg C 596 mot Skärfelten.